# Małkinia Górna
Małkinia Górna ist ein Dorf im Powiat Ostrowski der Woiwodschaft Masowien in Polen. Es ist Sitz der gleichnamigen Landgemeinde mit etwa 11.800 Einwohnern. Der Ort mit einer Fläche von 6,97 km² gliedert sich in die Schulzenämter Małkinia Pierwsza und Małkinia Druga.

## Geschichte
Während der deutschen Besetzung Polens gehörte Małkinia Górna zum Distrikt Warschau im Generalgouvernement. Der Bahnhof der Gemeinde war zu dieser Zeit eine Zwischenstation auf der Bahnstrecke Warschau–Białystok für jene Züge, die Bewohner des Warschauer Ghettos in das Vernichtungslager Treblinka II transportierten.
Im Rahmen des ersten Treblinka-Prozesses behauptete Josef Hirtreiter, er habe in einem „Lager Małkinia“ gearbeitet, in dem auch Juden ermordet worden seien. Im Verlauf der Vernehmungen stellte sich heraus, dass es sich bei dem von Hirtreiter beschriebenen Lager um Treblinka handelte, das sich auf dem Gebiet der heutigen Landgemeinde befindet.

## Gemeinde
Die Landgemeinde Małkinia Górna hat etwa 11.800 Einwohner und eine Fläche von 134,08 km². Sie besteht seit 1973.

## Söhne und Töchter des Ortes
- Stanisław Tym (1937–2024), polnischer Satiriker, Schauspieler, Regisseur und Autor